# Trochosa semoni
Trochosa semoni este o specie de păianjeni din genul Trochosa, familia Lycosidae, descrisă de Simon, 1896. Conform Catalogue of Life specia Trochosa semoni nu are subspecii cunoscute.